# Mohamed A. Marahiel
Mohamed A. Marahiel (geboren am 25. April 1949 in Gaza, Völkerbundsmandat für Palästina) ist ein deutscher Biochemiker mit dem Forschungsschwerpunkt Biosynthese von nicht-ribosomalen Peptidantibiotika. Von 1990 bis 2016 war er als Professor für Biochemie am Fachbereich Chemie der Philipps-Universität Marburg tätig. Seit 2004 ist er Mitglied in der Deutschen Akademie der Naturforscher Leopoldina. Im Jahr 2009 wurde er zum Fellow der Royal Society of Chemistry ernannt.

## Werdegang
Marahiel studierte Chemie von 1966 bis 1970 an der Universität Kairo (Bachelor) und anschließend als DAAD-Stipendiat von 1970 bis 1977 an der Georg-August-Universität Göttingen. Seine Diplomarbeit zur Bindung von synthetischen Basentripletts am Ribosom fertigte er am Max-Planck-Institut für experimentelle Medizin in Göttingen in der Abteilung von Heinrich Matthaei unter der Leitung von Hans Günter Gassen an. Er promovierte von 1973 bis 1977 zum Thema der Biosynthese der mitochondrial kodierten Proteine der ATPase in Neurospora crassa an demselben Institut, Abteilung Friedrich Cramer, unter der Leitung von Hans Küntzel.
Von 1978 bis 1990 arbeitete Mohamed Marahiel zunächst als wissenschaftlicher Assistent und später als Hochschuldozent am Institut für Biochemie der Technischen Universität Berlin in der Gruppe von Horst Kleinkauf. Dort hat er 1987 mit seinen Arbeiten zu den Biosynthese-Mechanismen und der Molekularbiologie von nicht-ribosomalen Peptiden (NRPS) habilitiert.
Zu Forschungsaufenthalten war er 1978 am John Innes Centre bei David Hopwood sowie 1986 an der Harvard University bei Richard Losick.
1990 nahm Mohamed Marahiel den Ruf auf eine C3-Professur für Biochemie an der Philipps-Universität Marburg an und wurde 1998 an derselben Universität zum C4-Professor ernannt. Dort war er bis zu seiner Pensionierung im Jahr 2016 tätig. Unter der Leitung von Mohamed Marahiel wurden 101 Diplom-/Masterarbeiten und 63 Doktorarbeiten angefertigt.
Von 2005 bis 2008 war Mohamed Marahiel Sprecher der DFG-Forschergruppe 495 Chemisch-biologische Hybridverbindungen und von 2012 bis 2015 Sprecher des SFB 987 Microbial diversity in environmental signal response.

## Forschungsschwerpunkte
- Nicht-ribosomale Peptidsynthetasen (NRPS)[7]
- Struktur-Funktion und Reaktionsmechanismen der NRPS[8]
- Struktur-Funktion der Lasso-Peptide[9]
- Siderophore und Metalloproteine[10]
- Kälteschock-induzierte Proteine[11]

## Publikationen
- Publikationen von Mohamed A. Marahiel bei Google Scholar
- Liste der Publikationen in PubMed

## Auszeichnungen
- 1970–1977 DAAD-Stipendium
- 1977–1978 Max-Planck-Stipendium
- 1978 DFG-Fellow am John Innes Centre Norwich
- 1986 DFG-Fellow an der  Harvard University, Biolabs
- 2004 Mitglied der Leopoldina
- 2008 Max-Bergmann-Medaille[12][13]
- 2009 Fellow of the Royal Society of Chemistry
- 2012 Honorarprofessor an der Wuhan-Universität, China[14]
- 2014 David Gottlieb Memorial Lecture at the University of Illinois at Urbana Champaign[15]